# João Fahrion
João Fahrion (Porto Alegre, 4 de octubre de 1898 - Porto Alegre, 11 de agosto de 1970) fue un pintor, ilustrador, diseñador, grabador y profesor brasileño.
Llevó una vida discreta, enteramente dedicada a su carrera. Pasó muchos años atribulado por crisis periódicos de depresión, que en sus años finales lo llevó a estar incapacitado. Recibió una sólida formación académica estudiando en Ámsterdam, Berlín y Múnich gracias a una beca concedida por el gobierno de Río Grande del Sur. En esas ciudades entró en contacto con las vanguardias modernistas y recibió su influencia. En los años 1930 y 1940 fue un prolífico ilustrador de la Revista do Globo y de libros infantiles publicados por la Editora Globo, creando imágenes alineadas a la estética modernista que circularon por todo Brasil y que lo acreditaron como uno de los grandes ilustradores de su generación. Dio clases en el Instituto de Bellas Artes de Porto Alegre de 1937 a 1966, siendo considerado un excelente profesor y formando generaciones de alumnos.
En la pintura dejó una obra extensa, centrada en los retratos, los autorretratos y las escenografías de bastidores de teatro y circo. Los retratos, aunque de gran calidad, son típicamente conservadores, producidos para la élite gaúcha y le generaron una apreciable fama en ese círculo. Ya los autorretratos y las escenografías, en que surge nítidamente la influencia de la Nueva objetividad y el Expresionismo alemán, son los grupos, junto con sus ilustraciones en que dejó una contribución más original y renovadora par el arte de su estado natal. Hoy su nombre parece definitivamente consagrado en Río Grande del Sur, es considerado por otros críticos brasileños como un maestro, y se considera por consenso que su obra necesita ser más conocida y divulgada, principalmente en el resto de Brasil. Muchas de sus obras forman parte de diversas colecciones privadas y públicas. 